# Les Quatre Fantastiques (film, 2005)
Pour les articles homonymes, voir Les Quatre Fantastiques (homonymie).
Série
Les Quatre Fantastiques et le Surfer d'argent
(2007)
Pour plus de détails, voir Fiche technique et Distribution.
Les Quatre Fantastiques (Fantastic Four) est un film américano-allemand réalisé par Tim Story et sorti en 2005.
Il met en vedette Les Quatre Fantastiques, une équipe de superhéros créée au départ par Jack Kirby et Stan Lee pour des comics. Le film fait l'objet en 2007 d'une suite intitulée Les Quatre Fantastiques et le Surfer d'argent.

## Synopsis
Reed Richards, un savant, son ami Benjamin Grimm, son ex Susan Storm (une spécialiste en génétique) et le frère pilote de cette dernière (Johnny Storm) partent dans l'espace, avec leur sponsor Victor Von Fatalis, afin d'étudier les effets d'un nuage cosmique que Richards suspecte d'être la cause de l'évolution des organismes vivants. Alors que Fatalis fait à Susan une demande en mariage, la perturbation arrive plus tôt que prévu. Grimm, à l'extérieur, est le plus exposé, tandis que Fatalis, qui tente de s'isoler et d'abandonner les autres, est moins touché.
Sur Terre, dans un hôpital, les Quatre Fantastiques se réveillent, et ils prennent par la suite peu à peu conscience de leurs dons. Johnny, alors qu'il skie avec une infirmière dont il est amoureux, commence à prendre feu, tombe, et ralentit sa chute en s'enflammant totalement. Susan, qui reproche à Richards de ne pas avouer qu'il l'aime toujours, devient soudain invisible, et lâche une bouteille que Richards rattrape avec son bras qui s'étire comme un élastique. Quant à Grimm, il mue soudain, et devient la Chose, d'aspect répugnant mais de force incroyable. Horrifié, il s'enfuit, et tente de rejoindre Debbie, sa fiancée, tandis que les trois autres essayent de le retrouver. Mais lorsque Debbie aperçoit l'apparence de la Chose, elle prend peur et s'enfuit.
Pendant ce temps, Fatalis voit son entreprise s'écrouler à cause de son investissement non rentable dans la mission de Richards qui s'est soldée par un échec. La Chose tente de sauver un homme qui veut se jeter d'un pont. Les deux tombent sur la route, et la Chose s'oppose à la marche d'un camion, provoquant un grave accident où sont impliqués les trois autres Fantastiques. La Femme invisible passe le barrage de police en étant invisible et crée un bouclier qui contient l'incendie qui s'est déclenché, Mr Fantastique sauve des pompiers dont le camion menace de tomber, la Chose sauve des gens malgré l'horreur des policiers et la Torche sauve une fillette prise au milieu des flammes. Acclamés par la foule, ils se retirent, et, tandis que la Torche s'exhibe, la Chose fuit la foule après que Debbie lui a rendu sa bague de fiançailles.
Dans un but purement scientifique, ils tentent de comprendre leurs mutations et Reed, désigné comme le chef, s'attelle à la construction d'une machine pour qu'ils redeviennent normaux. Néanmoins, des dissensions éclatent dans l'équipe, et Reed peine à avouer son amour pour Susan. Pendant ce temps, Fatalis, ruiné, mais se transformant peu à peu en être métallique capable de générer de l'électricité, profite du chagrin de la Chose pour qu'elle se retourne contre les autres.
Fatalis entraîne la Chose dans la machine que Reed a construite. Mais le générateur n'est pas assez puissant. Pendant que la Chose est dans la cabine, Fatalis ouvre le générateur et, grâce à l'électricité qu'il a canalisée à travers son corps, il augmente la puissance du générateur en s'exposant aux rayons cosmiques que Reed a tenté de recomposer. La machine fonctionne et la Chose redevient Ben Grimm. Mais à la sortie de la cabine, Ben découvre l'état de Victor et celui-ci l'assomme. Victor enlève ensuite Reed et l'entraîne chez lui. De son immeuble, on peut apercevoir le Baxter Building, QG des Quatre Fantastiques. Pendant ce temps, Susan et Johnny ont découvert Ben et appris ce que Victor a fait. Ce dernier revêt un masque et une cape puis tire un missile thermo-guidé, dérobé dans une usine dont il a tué le propriétaire, sur Johnny, grosse source de chaleur. Johnny s'enflamme et entraîne le missile loin du Baxter Building pendant que Suzanne part sauver Reed. Ben se rend compte des conséquences de son acte et retourne dans la machine. Susan retrouve Reed, que Victor a gelé, et se bat contre son fiancé. Celui-ci manque de la tuer mais elle est sauvée par l'intervention de Ben, qui est redevenu la Chose. Ce dernier sermonne Reed, mais Victor l'entraîne dans la rue en sautant par la vitre. La Chose et Fatalis se battent puis sont rejoints par Reed et Susan. Puis Johnny vient compléter le groupe. Il a trompé le missile en mettant le feu à un bateau. Les Quatre Fantastiques, à présent au complet, parviennent à vaincre Fatalis.
À la fin du film, les Quatre Fantastiques font la fête sur un bateau en compagnie de leurs amis. Reed explique à Ben qu'il peut lui redonner son apparence humaine mais Ben refuse, se sentant finalement bien comme il est avec sa nouvelle petite amie prénommée Alicia, qu'il a rencontrée quelques jours plus tôt. Reed entraîne ensuite Susan à l'avant du bateau et la demande en mariage. Celle-ci accepte et sous les yeux de tous les invités, les deux amoureux échangent un tendre baiser. Après une dernière remarque à la Chose, Johnny s'enflamme, s'envole dans le ciel et trace avec l'aide des flammes le signe des Quatre Fantastiques : le 4.

## Fiche technique
Sauf indication contraire, les informations mentionnées dans cette section peuvent être confirmées par les bases de données cinématographiques IMDb et Allociné,  présentes dans la section « Liens externes ».
- Titre original : Fantastic Four
- Titre français et québécois : Les Quatre Fantastiques (ou Les 4 Fantastiques)
- Réalisation : Tim Story
- Scénario : Michael France et Mark Frost, d'après les comics Quatre Fantastiques créé par Stan Lee et Jack Kirby édité par Marvel Comics
- Musique : John Ottman
- Direction artistique : Don Macaulay et Shepherd Frankel
- Décors : Bill Boes
- Costumes : Jose Fernandez
- Photographie : Oliver Wood
- Son : Doug Hemphill, Paul Massey, Paul Pavelka, William Stein, John A. Larsen
- Montage : William Hoy
- Production : Avi Arad, Bernd Eichinger, et Ralph Winter
  - Production déléguée : Chris Columbus, Kevin Feige, Stan Lee, Mark Radcliffe, Nicolas Atlan et Michael Barnathan
  - Production associée : Lee Cleary, David Gorder et Kurt Williams
  - Coproduction : Ross Fanger
- Sociétés de production[1] :
  - États-Unis : 1492 Pictures, en association avec Marvel Enterprises, présenté par Twentieth Century Fox
  - Allemagne : Bernd Eichinger Productions, en association avec Constantin Film et Kumar Mobiliengesellschaft mbH & Co. Projekt Nr. 3 KG
- Société de distribution : Twentieth Century Fox (États-Unis, Québec et Allemagne) ; Twentieth Century Fox France (France) ; Fox-Warner (Suisse)
- Budget : 100 millions de $[2]
- Pays de production :  États-Unis,  Allemagne
- Langue : anglais
- Format[3] : couleur (Technicolor) / (DeLuxe) - 35 mm - 2,35:1 (Cinémascope) (Panavision) - son DTS | Dolby Digital | SDDS | D-Cinema 48 kHz 5.1
- Genre : fantastique, action, aventures, science-fiction, super-héros
- Durée : 106 minutes ; 125 minutes (version longue)
- Dates de sortie[4] :
  - États-Unis, Québec : 8 juillet 2005[5]
  - Allemagne : 14 juillet 2005
  - France, Belgique, Suisse romande : 20 juillet 2005[6],[7]
- Classification[8] :
  - États-Unis : accord parental recommandé, film déconseillé aux moins de 13 ans (PG-13 - Parents Strongly Cautioned)[Note 1]
  - Allemagne : interdit aux moins de 12 ans (FSK 12)
  - France : tous publics (conseillé à partir de 8 ans)[9],[10]
  - Belgique : tous publics (Alle Leeftijden)[6]
  - Suisse romande : interdit aux moins de 10 ans[11]
  - Québec : tous publics (G - General Rating)[5]

## Distribution
- Ioan Gruffudd (VF : Xavier Fagnon) : Reed Richards / M. Fantastique
- Jessica Alba (VF : Barbara Delsol) : Susan Storm / La Femme invisible
- Chris Evans (VF : Maël Davan-Soulas) : Johnny Storm / La Torche humaine
- Michael Chiklis (VF : Patrick Floersheim) : Benjamin Grimm / La Chose
- Julian McMahon (VF : Arnaud Arbessier) : Victor Von Fatalis / Docteur Fatalis (Victor Von Doom / Doctor Doom en VO)
- Kerry Washington (VF : Annie Milon) : Alicia Masters
- Laurie Holden : Debbie McIlvane
- Michael Kopsa (VF : Philippe Catoire) : Ned Cecil
- Hamish Linklater : Leonard
- David Parker (VF : Sylvain Lemarié) : Ernie
- Kevin McNulty : Jimmy O'Hoolihan
- Andrew Airlie (VF : Jérôme Keen) : Docteur
- Dee Jay Jackson (VF : Frantz Confiac) : le chef des pompiers
- Maria Menounos : l'infirmière sexy
- Pascale Hutton : la petite-amie de la boîte de nuit
- G. Michael Gray : le petit-ami de la boîte de nuit
- David Richmond-Peck : le patron de la galerie
- Stan Lee (VF : Jean-Claude Sachot) : Willie Lumpkin, le postier

Source et légende : Version française (VF) sur Voxofilm

## Production

### Choix des interprètes
Plusieurs réalisateurs, tels que Chris Columbus (finalement producteur du film) ou Steven Soderbergh avaient été pressentis pour la réalisation. Dans le même ordre d'idées, George Clooney et Brendan Fraser avaient également été évoqués pour le rôle de Reed Richards, tandis que Tim Robbins aurait pu incarner le Dr Fatalis.

## Bande originale
- Come On, Come In, interprété par Velvet Revolver.
- Everything Burns, interprété par Ben Moody et Anastacia.
- Noots, interprété par Sum 41.
- Kirikirimai, interprété par Orange Range.
- Now You Know, interprété par Miss Eighty et Chris Classic.
- Bang Bang to the Rock 'n Roll, interprété par Gabin.
- On Fire, interprété par Lloyd Banks.
- Relax, interprété par Chingy.
- Error Operator, interprété par Taking Back Sunday.
- Waiting (Save Your Life), interprété par Omnisoul.
- New World Symphony, interprété par Miri Ben-Ari.
- What Ever Happened to the Heroes, interprété par Joss Stone.
- Goodbye to You, interprété par Breaking Point.

## Accueil

### Box-office
- Nombre d'entrées en France : 2 228 257 entrées
- Recettes États-Unis : 154 696 080 $
- Recettes mondiales : 330 579 719 $
- Ventes DVD : 279 741, soit 4 702 358 $[13]
- Recettes totales : 335 282 077 $

## Distinctions
Entre 2005 et 2006, le film Les 4 Fantastiques a été sélectionné 17 fois dans diverses catégories et a remporté 4 récompenses.

### Récompenses
2005
- Le mauvais film de Stinkers (The Stinkers Bad Movie Awards) : Prix Stinker du pire scénario pour un film rapportant plus de 100 millions de dollars avec Hollywood Math pour Michael France et Mark Frost.
- Prix Schmoes d'or : Schmoes d'or de la plus grande déception de l'année.

2006
- Prix BMI du cinéma et de la télévision : Prix BMI de la meilleure musique de film pour John Ottman.
- Prix Scream : Prix Scream du super-héros la plus sexy pour Jessica Alba.

### Nominations
2005
- Prix du film noir (Black Movie Awards) : Meilleure réalisation pour Tim Story.
- Prix du jeune public : Meilleur film de l'été.
- Prix Schmoes d'or : Pire film de l'année.

2006
- Académie des films de science-fiction, fantastique et d'horreur - Prix Saturn : Meilleur film de science-fiction.
- MTV - Prix du film et de la télévision :
  - Meilleure équipe à l'écran pour Jessica Alba, Ioan Gruffudd, Chris Evans et Michael Chiklis,
  - Meilleur héros pour Jessica Alba.
- Prix Bobine Noire : Meilleur réalisateur pour Tim Story.
- Prix de la Fondation Imagen : Meilleure actrice pour Jessica Alba.
- Prix du choix des enfants : Actrice de cinéma préférée pour Jessica Alba.
- Prix du jeune public : Meilleure actrice dans un film dramatique / action aventure pour Jessica Alba.
- Prix NAACP de l'image : Meilleure réalisation dans un long métrage / téléfilm pour Tim Story.
- Prix Razzie : Pire actrice pour Jessica Alba.
- Prix Scream : Meilleur super-héros pour Chris Evans.

## Analyse
- Dans le comics, le personnage du Docteur Fatalis acquit ses pouvoirs bien avant les Quatre Fantastiques, lors d'une expérience dont le but était de sauver sa défunte mère de l'au-delà. Dans le film, Victor est transformé de façon volontaire : en abaissant les boucliers qui auraient pu le protéger des rayons cosmiques en même temps que Richards, Sue, Johnny et Ben Grimm. Ses pouvoirs sont en outre bien différents.

## Autour du film
- Le choix de Jessica Alba pour le rôle de Sue Storm a fait réagir bon nombre de fans, du fait que l'actrice soit bronzée, à la différence de Sue Storm dans le comics. La participation de Kerry Washington dans le rôle d'Alicia Masters fut moins contestée, bien que, comme Jessica Alba, elle ne partage pas la même couleur de peau que le personnage originel.
- Un premier film avait été réalisé en 1994 par Oley Sassone dans l'unique but que le studio ne perde pas les droits sur les personnages. Le producteur s'est également bien gardé de signaler que le film ne serait jamais distribué.